# Diplotoxa alternata
Diplotoxa alternata är en tvåvingeart som först beskrevs av Friedrich Hermann Loew 1872.  Diplotoxa alternata ingår i släktet Diplotoxa och familjen fritflugor. Inga underarter finns listade i Catalogue of Life.